# Rallye Zentraleuropa 2024
Die 2. Rallye Zentraleuropa (offiziell Central European Rally Event GmbH) war der 12. Lauf zur FIA-Rallye-Weltmeisterschaft 2024. Sie dauerte vom 17. bis zum 20. Oktober und es wurden insgesamt 18 Wertungsprüfungen (WP) gefahren in den Ländern Tschechien, Deutschland und Österreich.

## Bericht
Am Freitag übernahm Thierry Neuville (Hyundai) die Führung von Sébastien Ogier (Toyota) ab der fünften Wertungsprüfung (WP). Zuvor hatte Ogier bereits drei WP gewinnen können. Der Führende in der Weltmeisterschaft Neuville konnte zwar nur zwei WP für sich entscheiden, war aber in allen Prüfungen insgesamt schneller als die gesamte Konkurrenz. Außerdem machte Ogier einen Fahrfehler und er verlor dadurch einige Sekunden gegenüber Neuville. Wegen eines Unfalls von Andreas Mikkelsen musste die fünfte WP abgebrochen werden. Der an sechster Stelle liegende Hyundai-Fahrer kam von der Strecke ab, prallte an einen Zaun und blieb mitten auf der Straße stehen. Am Freitagabend lag Neuville 6,4 Sekunden vor Ogier und 7,8 Sekunden vor Teamkollege Ott Tänak.
Am Samstagmorgen waren die Bedienungen schwierig, wie am Freitag schon, war das Wetter neblig, die Straßen feucht und teilweise mit Laub bedeckt. In der 11. WP drehte sich Neuville zuerst, später kam er von der Fahrbahn ab. Neuville fiel auf den vierten Rang zurück und Ogier übernahm wieder die Führung. Hinter Ogier platzierte sich mittlerweile Tänak, der ebenfalls noch um die Weltmeisterschaft kämpfte. Um die WM zugewinnen müsste Neuville zwei Punkte mehr als Tänak herausfahren, ansonsten fällt die WM-Entscheidung beim letzten Lauf in Japan. Am Ende des Renntags hatte Ogier einen Vorsprung auf Tänak von 5,2 Sekunden, dahinter Elfyn Evans mit 14 und Neuville mit 39,8 Sekunden Rückstand.
Im Sonntagsduell zwischen Ogier und Tänak übernahm Tänak in der 16. WP die Spitze. Eine WP später machte Ogier einen Fahrfehler und prallte gegen einen Holzmast. Ogier und Beifahrer Vincent Landais blieben bei dem Unfall unverletzt, fahrtauglich war der Toyota Yaris aber nicht mehr. Tänak gewann schlussendlich gerade mal mit sieben Sekunden Vorsprung auf Evans die Rallye. Als dritter auf dem Siegerpodest Neuville, der in der Weltmeisterschaft mit 25 Punkten Vorsprung auf Tänak die beste Ausgangslage hatte, sich den WM-Titel zu sichern bei der letzten Rallye des Jahres.

## Meldeliste
| Nr.                  | Fahrer               | Co-Pilot                   | Auto                   |
| -------------------- | -------------------- | -------------------------- | ---------------------- |
| WRC-Klasse (Rally1)  |                      |                            |                        |
| 5                    | Sami Pajari          | Enni Mälkönen              | Toyota GR Yaris Rally1 |
| 8                    | Ott Tänak            | Martin Järveoja            | Hyundai i20 N Rally1   |
| 9                    | Andreas Mikkelsen    | Torstein Eriksen           | Hyundai i20 N Rally1   |
| 11                   | Thierry Neuville     | Martijn Wydaeghe           | Hyundai i20 N Rally1   |
| 13                   | Grégoire Munster     | Louis Louka                | Ford Puma Rally1       |
| 16                   | Adrien Fourmaux      | Alexandre Coria            | Ford Puma Rally1       |
| 17                   | Sébastien Ogier      | Vincent Landais            | Toyota GR Yaris Rally1 |
| 18                   | Takamoto Katsuta     | Aaron Johnston             | Toyota GR Yaris Rally1 |
| 19                   | Jourdan Serderidis   | Frédéric Miclotte          | Ford Puma Rally1       |
| 33                   | Elfyn Evans          | Scott Martin               | Toyota GR Yaris Rally1 |
| WRC2-Klasse (Rally2) |                      |                            |                        |
| Nr.                  | Fahrer               | Co-Pilot                   | Auto                   |
| 20                   | Oliver Solberg       | Elliott Edmondson          | Škoda Fabia RS Rally2  |
| 21                   | Yohan Rossel         | Florian Barral             | Citroën C3 Rally2      |
| 22                   | Nikolay Gryazin      | FIA Konstantin Aleksandrov | Citroën C3 Rally2      |
| 23                   | Josh McErlean        | James Fulton               | Škoda Fabia RS Rally2  |
| 24                   | Kajetan Kajetanowicz | Maciej Szczepaniak         | Škoda Fabia RS Rally2  |
| 26                   | William Creighton    | Liam Regan                 | Ford Fiesta Rally2     |
| 27                   | Armin Kremer         | Ella Kremer                | Škoda Fabia RS Rally2  |
| 28                   | Eamonn Boland        | Michael Joseph Morrissey   | Škoda Fabia RS Rally2  |
| 29                   | Mikołaj Marczyk      | Szymon Gospodarczyk        | Škoda Fabia RS Rally2  |
| 30                   | Filip Mareš          | Radovan Bucha              | Toyota GR Yaris Rally2 |
| 31                   | Marijan Griebel      | Tobias Braun               | Škoda Fabia RS Rally2  |
| 32                   | Maxime Potty         | Renaud Herman              | Citroën C3 Rally2      |
| 34                   | Věroslav Cvrček      | Petr Těšínský              | Škoda Fabia RS Rally2  |
| 35                   | Petr Nešetřil        | Jiří Černoch               | Škoda Fabia RS Rally2  |
| 36                   | Miguel Díaz-Aboitiz  | Rodrigo Sanjuan de Eusebio | Škoda Fabia RS Rally2  |
| 37                   | Henk Vossen          | Harmen Scholtalbers        | Hyundai i20 N Rally2   |

Anmerkung: Insgesamt haben sich 43 Fahrzeuge eingeschrieben in verschiedenen Klassen.

## Klassifikationen

### WRC Rally1
| Position | Position | Nr. | Fahrer             | Co-Pilot          | Auto                   | Zeit      | Rückstand | WM-Punkte | WM-Punkte | WM-Punkte  | WM-Punkte |
| Gesamt   | Rally1   | Nr. | Fahrer             | Co-Pilot          | Auto                   | Zeit      | Rückstand | Samstag   | Sonntag   | Powerstage | Total     |
| -------- | -------- | --- | ------------------ | ----------------- | ---------------------- | --------- | --------- | --------- | --------- | ---------- | --------- |
| 1        | 1        | 8   | Ott Tänak          | Martin Järveoja   | Hyundai i20 N Rally1   | 2:37:34.6 |           | 18        | 4         | 0          | 22        |
| 2        | 2        | 33  | Elfyn Evans        | Scott Martin      | Toyota GR Yaris Rally1 | 2:37:41.6 | 00:07.0   | 15        | 6         | 3          | 24        |
| 3        | 3        | 11  | Thierry Neuville   | Martijn Wydaeghe  | Hyundai i20 N Rally1   | 2:38:14.4 | 00:39.8   | 13        | 3         | 2          | 18        |
| 4        | 4        | 18  | Takamoto Katsuta   | Aaron Johnston    | Toyota GR Yaris Rally1 | 2:38:55.6 | 01:21.0   | 10        | 7         | 5          | 22        |
| 5        | 5        | 13  | Grégoire Munster   | Louis Louka       | Ford Puma Rally1       | 2:41:16.5 | 03:41.9   | 8         | 2         | 0          | 10        |
| 20       | 6        | 19  | Jourdan Serderidis | Frédéric Miclotte | Ford Puma Rally1       | 2:59:45.2 | 22:10.6   | 0         | 0         | 0          | 0         |
| 31       | 7        | 9   | Andreas Mikkelsen  | Torstein Eriksen  | Hyundai i20 N Rally1   | 3:20:54.6 | 43:20.0   | 0         | 0         | 4          | 4         |
| 32       | 8        | 16  | Adrien Fourmaux    | Alexandre Coria   | Ford Puma Rally1       | 3:25:19.7 | 47:45.1   | 0         | 5         | 1          | 6         |
| WP17     | WP17     | 17  | Sébastien Ogier    | Vincent Landais   | Toyota GR Yaris Rally1 | Unfall    | Unfall    | 0         | 0         | 0          | 0         |
| WP15     | WP15     | 5   | Sami Pajari        | Enni Mälkönen     | Toyota GR Yaris Rally1 | Defekt    | Defekt    | 0         | 0         | 0          | 0         |

Anmerkung: Insgesamt haben sich 40 Fahrzeuge von 43 gestarteten klassiert.

## Wertungsprüfungen
Zeitzone MESZ
| Datum    | Start         | Nr.                                    | WP                                     | Länge                                  | Gewinner                                                                                       | Zeit                                    | Leader           |
| -------- | ------------- | -------------------------------------- | -------------------------------------- | -------------------------------------- | ---------------------------------------------------------------------------------------------- | --------------------------------------- | ---------------- |
| 17. Okt. | 09:31         | —                                      | Točná (Shakedown)                      | 2,11 km                                | Ott Tänak                                                                                      | 01:07.8                                 |                  |
| 17. Okt. | 15:05         | WP1                                    | Velká Chuchle                          | 2,55 km                                | Sébastien Ogier                                                                                | 01:49.3                                 | Sébastien Ogier  |
| 17. Okt. | 18:26         | WP2                                    | Klatovy 1                              | 11,78 km                               | Thierry Neuville                                                                               | 06:00.2                                 | Sébastien Ogier  |
| 18. Okt. | 07:00 – 07:30 | Service Janovice nad Úhlavou (30 Min.) | Service Janovice nad Úhlavou (30 Min.) | Service Janovice nad Úhlavou (30 Min.) | Service Janovice nad Úhlavou (30 Min.)                                                         | Service Janovice nad Úhlavou (30 Min.)  | Sébastien Ogier  |
| 18. Okt. | 08:02         | WP3                                    | Klatovy 2                              | 11,78 km                               | Sébastien Ogier                                                                                | 05:54.0                                 | Sébastien Ogier  |
| 18. Okt. | 09:32         | WP4                                    | Strašín 1                              | 26,69 km                               | Elfyn Evans                                                                                    | 13:25.6                                 | Sébastien Ogier  |
| 18. Okt. | 10:42         | WP5                                    | Šumavské Hoštice 1                     | 16,85 km                               | Ott Tänak                                                                                      | 09:24.5                                 | Thierry Neuville |
| 18. Okt. | 13:11         | WP6                                    | Klatovy 3                              | 11,78 km                               | Takamoto Katsuta                                                                               | 05:47.8                                 | Thierry Neuville |
| 18. Okt. | 14:28 – 14:58 | Service Janovice nad Úhlavou (30 Min.) | Service Janovice nad Úhlavou (30 Min.) | Service Janovice nad Úhlavou (30 Min.) | Service Janovice nad Úhlavou (30 Min.)                                                         | Service Janovice nad Úhlavou (30 Min.)  | Thierry Neuville |
| 18. Okt. | 16:14         | WP7                                    | Strašín 2                              | 26,69 km                               | Thierry Neuville                                                                               | 12:59.0                                 | Thierry Neuville |
| 18. Okt. | 17:24         | WP8                                    | Šumavské Hoštice 2                     | 16,85 km                               | Sébastien Ogier                                                                                | 09:12.5                                 | Thierry Neuville |
| 18. Okt. | 20:04 – 20:49 | Service Karpfham (45 Min.)             | Service Karpfham (45 Min.)             | Service Karpfham (45 Min.)             | Service Karpfham (45 Min.)                                                                     | Service Karpfham (45 Min.)              | Thierry Neuville |
| 19. Okt. | 06:05 – 06:20 | Service Karpfham (15 Min.)             | Service Karpfham (15 Min.)             | Service Karpfham (15 Min.)             | Service Karpfham (15 Min.)                                                                     | Service Karpfham (15 Min.)              | Thierry Neuville |
| 19. Okt. | 07:58         | WP9                                    | Granit und Wald 1                      | 20,05 km                               | Ott Tänak                                                                                      | 10:52.7                                 | Thierry Neuville |
| 19. Okt. | 09:05         | WP10                                   | Beyond Borders 1                       | 24,33 km                               | Elfyn Evans                                                                                    | 12:50.2                                 | Thierry Neuville |
| 19. Okt. | 10:34         | WP11                                   | Schärdinger Innviertel 1               | 17,35 km                               | Sébastien Ogier                                                                                | 09:23.8                                 | Sébastien Ogier  |
| 19. Okt. | 12:10 – 12:50 | Service Karpfham (40 Min.)             | Service Karpfham (40 Min.)             | Service Karpfham (40 Min.)             | Service Karpfham (40 Min.)                                                                     | Service Karpfham (40 Min.)              | Sébastien Ogier  |
| 19. Okt. | 14:28         | WP12                                   | Granit und Wald 2                      | 20,05 km                               | Ott Tänak                                                                                      | 10:34.8                                 | Sébastien Ogier  |
| 19. Okt. | 15:35         | WP13                                   | Beyond Borders 2                       | 24,33 km                               | Sébastien Ogier                                                                                | 12:33.6                                 | Sébastien Ogier  |
| 19. Okt. | 17:04         | WP14                                   | Schärdinger Innviertel 2               | 17,35 km                               | Sébastien Ogier                                                                                | 09:03.5                                 | Sébastien Ogier  |
| 19. Okt. | 18:07 – 18:52 | Service Karpfham (45 Min.)             | Service Karpfham (45 Min.)             | Service Karpfham (45 Min.)             | Service Karpfham (45 Min.)                                                                     | Service Karpfham (45 Min.)              | Sébastien Ogier  |
| 20. Okt. | 07:05 – 07:20 | Service Karpfham (15 Min.)             | Service Karpfham (15 Min.)             | Service Karpfham (15 Min.)             | Service Karpfham (15 Min.)                                                                     | Service Karpfham (15 Min.)              | Sébastien Ogier  |
| 20. Okt. | 09:11         | WP15                                   | Knaus Tabbert Am Hochwald 1            | 12,17 km                               | Adrien Fourmaux                                                                                | 06:09.2                                 | Ott Tänak        |
| 20. Okt. | 10:35         | WP16                                   | Passauer Land 1                        | 14,87 km                               | Takamoto Katsuta                                                                               | 07:24.1                                 | Ott Tänak        |
| 20. Okt. | 11:33         | WP17                                   | Knaus Tabbert Am Hochwald 2            | 12,17 km                               | Elfyn Evans                                                                                    | 06:09.4                                 | Ott Tänak        |
| 20. Okt. | 13:15         | WP18                                   | Passauer Land 2 (Power Stage)          | 14,87 km                               | 1. Takamoto Katsuta 2. Andreas Mikkelsen 3. Elfyn Evans 4. Thierry Neuville 5. Adrien Fourmaux | 07:22.3 07:27.7 07:24.9 07:26.3 07:26.6 | Ott Tänak        |